# Galassie più vicine alla Terra
Di seguito è riportata la lista delle galassie conosciute che si trovano entro i 3,59 megaparsec (11,7 milioni di anni luce) dalla Terra, per ordine crescente in base alla distanza. 
In questa lista sono comprese tutte le galassie del Gruppo Locale e alcune galassie appartenenti a gruppi di galassie vicini come il Gruppo di M81, il Gruppo Centaurus A/M83 ed altri.
La lista è lacunosa per alcuni motivi da ricondurre alle attuali limitate conoscenze. Non tutte le galassie che si trovano entro un raggio di 3,59 megaparsec dalla Terra sono state scoperte. In particolare, risultano ancora da identificare svariate galassie nane nel nostro Universo vicino e galassie situate dietro il piano centrale della Via Lattea, particolarmente difficili da visualizzare. Come è possibile che alcune galassie mascherino la visuale di altre galassie situate alle loro spalle.
Le misure delle distanze risultano molte incerte.

## Lista
| Immagine | Galassia                                                       | Tipo                   | Dist. dalla Terra | Dist. dalla Terra | Magnitudine | Magnitudine | Gruppo di appartenenza                                                     | Note                                                                                      |
| Immagine | Galassia                                                       | Tipo                   | Milioni a.l.      | Megaparsec        | M           | m           | Gruppo di appartenenza                                                     | Note                                                                                      |
| -------- | -------------------------------------------------------------- | ---------------------- | ----------------- | ----------------- | ----------- | ----------- | -------------------------------------------------------------------------- | ----------------------------------------------------------------------------------------- |
|          | Via Lattea                                                     | SBbc                   | 0,027             | 0,008             | -20,8       | n/a         | Gruppo Locale                                                              | È la galassia che contiene la Terra                                                       |
|          | Nana Ellittica del Cane Maggiore (CMa Dwarf)                   | Irr (dato controverso) | 0,025             | 0,008             | -14,5       | 23,3        | Gruppo Locale                                                              | Satellite della Via Lattea (accrescimento dalla Via Lattea)                               |
|          | Nana Ellittica del Sagittario (Sag DEG)                        | dSph/E7                | 0,081             | 0,024             | -12.67      | 4.5         | Gruppo Locale                                                              | Satellite della Via Lattea (parziale accrescimento dalla Via Lattea)                      |
|          | Ursa Major II (UMa II dSph)                                    | dSph                   | 0,098             | 0,030             | -4,2        | 14,3        | Gruppo Locale                                                              | Satellite della Via Lattea (accrescimento dalla Via Lattea)                               |
|          | Grande Nube di Magellano (LMC)                                 | Irr/SB(s)m             | 0,163             | 0,050             | -17,93      | 0,9         | Gruppo Locale                                                              | Satellite della Via Lattea                                                                |
|          | Nana del Boote (Boötes I)                                      | d Sph                  | 0,197             | 0,060             | -5,8        | 13,1        | Gruppo Locale                                                              | Satellite della Via Lattea                                                                |
|          | Piccola Nube di Magellano (SMC, NGC 292)                       | SB(s)m pec             | 0,206             | 0,063             | -16,35      | 2,7         | Gruppo Locale                                                              | Satellite della Via Lattea                                                                |
|          | Nana dell'Orsa Minore (UGC 9747, DDO 199)                      | dE4                    | 0,206             | 0,063             | -7,13       | 11,9        | Gruppo Locale                                                              | Satellite della Via Lattea                                                                |
|          | Nana del Drago (UGC 10822, DDO 208)                            | dE0 pec                | 0,258             | 0,079             | -8,74       | 10,9        | Gruppo Locale                                                              | Satellite della Via Lattea con una grande quantità di materia oscura                      |
|          | NGC 2419 (GCl 112, Caldwell 25)                                | Glob Clus              | 0,275             | 0,084             | -9,5/-11 ?  | 9,06        |                                                                            | Il più luminoso ammasso globulare distante della Via Lattea                               |
|          | Nana del Sestante (Sextans I, LEDA 88608)                      | dSph                   | 0,281             | 0,086             | -7,98       | 12          | Gruppo Locale                                                              | Satellite della Via Lattea                                                                |
|          | Nana dello Scultore (PGC 3589, MCG-06-03-015, ESO 351-G30)     | dE3                    | 0,287             | 0,088             | -9,77       | 10,1        | Gruppo Locale                                                              | Satellite della Via Lattea                                                                |
|          | Nana dell'Orsa Maggiore (UMa I dSph)                           | dSph                   | 0,330             | 0,10              | -6,75       |             | Gruppo Locale                                                              | Satellite della Via Lattea                                                                |
|          | Nana della Carena (ESO 206-G220, PGC 19441)                    | dE3                    | 0,330             | 0,10              | -8,97       | 11,3        | Gruppo Locale                                                              | Satellite della Via Lattea                                                                |
|          | Nana della Fornace (ESO 356-G04, PGC 10074/10093)              | dSPh/E2                | 0,46              | 0,14              | -11,5       | 9,28        | Gruppo Locale                                                              | Satellite della Via Lattea                                                                |
|          | Leo II (Leo B, DDO 93, PGC 34176)                              | dE0 pec                | 0,701             | 0,215             | -9,23       | 12,45       | Gruppo Locale                                                              | Satellite della Via Lattea                                                                |
|          | Leo I (DDO 74, UGC 5470)                                       | dE3                    | 0,820             | 0,25              | -10,97      | 11,18       | Gruppo Locale                                                              | Satellite della Via Lattea                                                                |
|          | Leo T (LEDA 4713564)                                           | dSph/dIrr              | 1,370             | 0,42              |             | 16          | Gruppo Locale                                                              | Satellite della Via Lattea                                                                |
|          | Nana della Fenice (PGC 6830, ESO 245-G 007)                    | IAm                    | 1,44              | 0,44              | -10,22      | 13,07       | Gruppo Locale                                                              | Satellite della Via Lattea                                                                |
|          | NGC 6822 (Galassia di Barnard, DDO 209, Caldwell 57)           | IB(s)m IV-V            | 1,630             | 0,50              | -15,22      | 9,32        | Gruppo Locale                                                              | Satellite della Via Lattea                                                                |
|          | Nana della Vergine I (Virgo I)                                 | dSph                   | 0,284             | 0,087             |             |             | Gruppo Locale                                                              | Satellite della Via Lattea                                                                |
|          | MGC1                                                           | Glob Clus              | 2                 | 0,615             | -9,2        |             | Gruppo Locale                                                              | Ammasso globulare isolato a ~ 200 kpc da M31                                              |
|          | NGC 185 (UGC 396, PGC 2329, Caldwell 18)                       | dE3 pec                | 2,010             | 0,62              | -14,76      | 9,99        | Gruppo Locale                                                              | Satellite di M31                                                                          |
|          | Andromeda II (PGC 4601, And II)                                | dE0                    | 2,130             | 0,65              | -9,33       | 15,10       | Gruppo Locale                                                              | Satellite di M31                                                                          |
|          | IC 10 (UGC 192, PGC 1305)                                      | dIrr IV/BCD            | 2,2               | 0,67              | -15,57      | 12,2        | Gruppo Locale                                                              | Satellite di M31                                                                          |
|          | NGC 147 (DDO 3, PGC 2004, UGC 326, Caldwell 17)                | dE5 pec                | 2,200             | 0,68              | -14,9       | 10,36       | Gruppo Locale                                                              | Satellite di M31                                                                          |
|          | Leo A (Leo III, DDO 69, UGC 5364, PGC 28868)                   | IBm V                  | 2,250             | 0,80              | -11,68      | 12,92       | Gruppo Locale                                                              | Satellite della Via Lattea                                                                |
|          | IC 1613 (UGC 668, DDO 8, PGC 3844, Caldwell 51)                | IAB(s)m V              | 2,350             | 0,72              | -14,51      | 9,92        | Gruppo Locale                                                              | Satellite di M31                                                                          |
|          | Andromeda I (And I, PGC 2666)                                  | dE3 pec                | 2,430             | 0,75              | -10,87      | 13,9        | Gruppo Locale                                                              | Satellite di M31                                                                          |
|          | Andromeda III (And III, PGC 2121)                              | dE2                    | 2,440             | 0,75              | -9,30       | 15,20       | Gruppo Locale                                                              | Satellite di M31                                                                          |
|          | Nana della Balena (LEDA 3097691)                               | dSph/E4                | 2,460             | 0,75              | -10,18      | 14,4        | Gruppo Locale                                                              | Satellite di M31                                                                          |
|          | M32 (NGC 221, UGC 452)                                         | E2                     | 2,480             | 0,76              | -15,96      | 8,73        | Gruppo Locale                                                              | Ravvicinata galassia satellite di M31                                                     |
|          | Andromeda VII (Galassia Nana di Cassiopeia, Cas dSph, And VII) | dSph                   | 2,490             | 0,76              | -11,67      | 13,65       | Gruppo Locale                                                              | Satellite di M31                                                                          |
|          | Andromeda IX (And IX)                                          | dE                     | 2,500             | 0,77              | -7,5        |             | Gruppo Locale                                                              | Satellite di M31                                                                          |
|          | Nana dei Pesci (LGS3, PGC 3792                                 | dIrr/dSph              | 2,510             | 0,77              | -7,96       | 16,18       | Gruppo Locale                                                              | Satellite della Galassia del Triangolo (o M33)                                            |
|          | Andromeda V (And V)                                            | dSph                   | 2,52              | 0,77              | -8,41       | 16,67       | Gruppo Locale                                                              | Satellite di M31                                                                          |
|          | Andromeda VI (And VI, Galassia Nana Sferoidale di Pegaso)      | dSph                   | 2,55              | 0,78              | -10,80      | 14,05       | Gruppo Locale                                                              | Satellite di M31                                                                          |
|          | Andromeda VIII (And VIII)                                      | dSph                   | 2,7               | 0,828             | -15,6       | 9,1         | Gruppo Locale                                                              | Galassia nana satellite di M31 distorta dalle interazioni mareali; scoperta nel 2003.     |
|          | Galassia di Andromeda (M31)                                    | SA(s)b                 | 2,56              | 0,79              | -21,58      | 4,17        | Gruppo Locale                                                              | La galassia più grande del Gruppo Locale con non meno di 19 galassie satelliti.           |
|          | Galassia del Triangolo (M33, NGC 598)                          | SAc                    | 2,64              | 0,81              | -18,87      | 6,19        | Gruppo Locale                                                              | Molto distante; visibile con difficoltà ad occhio nudo                                    |
|          | M110 (NGC 205, PGC 2429)                                       | E6p                    | 2,69              | 0,83              | -16,15      | 8,72        | Gruppo Locale                                                              | Ravvicinata galassia satellite di M31                                                     |
|          | Andromeda XXI (And XXI)                                        | dSph                   | 2,8               | 0,86              | -9,9        |             | Gruppo Locale                                                              | Satellite di M31                                                                          |
|          | Andromeda XXII (And XXII, Pisces VI, Triangulum I)             | <dSph                  | 3,22              | 0,987             |             | 6,5         | Gruppo Locale                                                              | Satellite di M31                                                                          |
|          | Nana del Tucano                                                | dE5                    | 2,87              | 0,88              | -9,16       | 15,7        | Gruppo Locale                                                              | Membro isolato del Gruppo Locale — galassia 'primordiale'.                                |
|          | Andromeda X (And X)                                            | dSph                   | 2,90              | 0,889             | -8,1        | 16,1        | Gruppo Locale                                                              | Satellite di M31 - scoperta nel 2006                                                      |
|          | Nana Irregolare di Pegaso (UGC 12613, DDO 216, PegDIG)         | dIrr/DSph              | 3,00              | 0,92              | -11,47      | 13,21       | Gruppo Locale                                                              | Satellite di M31                                                                          |
|          | Andromeda XIX (And XIX)                                        | dG                     | 3,04              | 0,933             | -9,3        |             | Gruppo Locale                                                              | Satellite di M31, ha un raggio effettivo di 1,7 kpc                                       |
|          | Wolf-Lundmark-Melotte (WLM, DDO 221, UGCA 444)                 | Ib(s)m                 | 3,16              | 0,97              | -14,06      | 11,03       | Gruppo Locale                                                              | Membro isolato situato al confine del Gruppo Locale                                       |
|          | Nana Irregolare del Sagittario (SagDIG, ESO 594-G4)            | IB(s)m V               | 3,39              | 1,04              | -11,49      | 15,5        | Gruppo Locale                                                              | Membro isolato del gruppo                                                                 |
|          | Nana dell'Aquario (AqrDIG, DDO 210)                            | Im V                   | 3,49              | 1,07 / 0.94       | -11,09      | 14,0        | Gruppo Locale                                                              | Membro isolato del gruppo                                                                 |
|          | UGC 4879 (VV 124, PGC 26142)                                   |                        | 3,59              | 1,1               | -11,5       |             | Gruppo Locale                                                              |                                                                                           |
|          | Nana della Macchina Pneumatica (Antlia Dwarf, PGC 29194)       | dE3.5                  | 4,08              | 1,25              | -9,63       | 16,19       | Gruppo Locale                                                              | Potrebbe essere in interazione con NGC 3109                                               |
|          | Sestante A (UGCA 205, DDO 75, PGC 29653)                       | IBm                    | 4,31              | 1,32              | -13,95      | 11,86       | Gruppo Locale                                                              | Membro isolato del Gruppo Locale                                                          |
|          | NGC 3109 (NGC 3109, UGCA 194, PGC 29128)                       | SB(s)m                 | 4,24              | 1,30              | -15,68      | 10,39       | Gruppo Locale                                                              |                                                                                           |
|          | Andromeda XVIII (And XVIII)                                    |                        | 4,42              | 1,355             | -9,7        |             | Gruppo Locale                                                              | Satellite di M31                                                                          |
|          | Sestante B (UGC 5373, DDO 79, PGC 28913, Sex B)                | IM IV-V                | 4,44              | 1,44              | -14,08      | 11,85       | Gruppo Locale                                                              |                                                                                           |
|          | KKh 060 (LEDA 2807134)                                         | Ir                     | 4,89              | 1,5               |             | 18B         | Si trova in vicinanza della Via Lattea, ma rimane esterna al Gruppo Locale | Galassia LSB (a bassa luminosità superficiale)                                            |
|          | KUG 1210+301B (KK98a 127, LEDA 38998)                          | S..                    | 4,89              | 1,5               |             | 15,7        | Situata tra il Gruppo Locale e il Gruppo di M94                            | Coppia di galassie?                                                                       |
|          | HIZSS 003 (LEDA 2807061)                                       |                        | 5,5               | 1,69              | -12,60      | 18B         | Molto al di sotto del piano SG                                             | Occultata dalla Via Lattea                                                                |
|          | KKR 25 (LEDA 2801026)                                          | Ir                     | 6,07              | 1,86              | -9,94       | 17,0        |                                                                            |                                                                                           |
|          | ESO 410-G005 (PGC 1038)                                        | E3                     | 6,33              | 1,94              | -11,60      | 14,85       | NGC 55 & NGC 300                                                           |                                                                                           |
|          | ESO 294-010 (PGC 1641)                                         | dS0/Im                 | 6,26              | 1,96              | -10,95      | 15,6        | NGC 55 & NGC 300                                                           |                                                                                           |
|          | IC 5152 (ESO 237-G 027)                                        | IA(s)m                 | 6,42              | 1,97              | -15,56      | 11,06       | NGC 55 & NGC 300?                                                          | Probabilmente non fa parte del Gruppo Locale                                              |
|          | GR 8 (DDO 155, UGC 8091)                                       | ImV                    | 6,95              | 2,13              | -12,14      | 14,65       | Al limite interno del Gruppo di M94                                        | Detta "Galassia impronta" ("footprint galaxy")                                            |
|          | KKR 03 (KK98 230, LEDA 166185)                                 | dwarf Irr              | 6,98              | 2,14              | -9,8        | 17,90       | Al limite interno del Gruppo di M94                                        |                                                                                           |
|          | NGC 300 (PGC 3238, Caldwell 70)                                | SA(s)d                 | 7,01              | 2,15              | -17,92      | 8,95        | Al limite interno del Gruppo dello Scultore                                | Forma una coppia di galassie con NGC 55                                                   |
|          | NGC 55 (PGC 1014, Caldwell 72)                                 | SB(s)m: sp             | 7,08              | 2,17              | -18,47      | 8,84        | Al limite interno del Gruppo dello Scultore                                | Forma una coppia di galassie con NGC 300                                                  |
|          | UGCA 438 (ESO 407-018)                                         | IB(s)m pec:            | 7,24              | 2,22              | -12,92      | 13,86       | NGC 55 & NGC 300                                                           |                                                                                           |
|          | UGC 9128 (DDO 187)                                             | ImIV-V                 | 7.3               | 2.24              | -12.47      | 14.38       | Al limite interno del Gruppo di M94                                        |                                                                                           |
|          | IC 3104                                                        | IB(s)m                 | 7,40              | 2,27              | -14,85      | 13,63       |                                                                            | In direzione di PGC 50779 o "Galassia del Compasso"                                       |
|          | IC 4662 (ESO 102- G 014)                                       | IBm                    | 7,96              | 2,44              | -15,56      | 11,74       |                                                                            | In direzione di PGC 50779 o "Galassia del Compasso"                                       |
|          | KKh 98                                                         | Irr                    | 7,99              | 2,45              | -10,78      | 16,7        | Gruppo IC 342/Maffei                                                       |                                                                                           |
|          | UGC 8508 (I Zw 060)                                            | IAm                    | 8,35              | 2,69              | -13,09      | 14,40       | Gruppo di M94                                                              |                                                                                           |
|          | KKh 086                                                        | Ir                     | 8,51              | 2,60              | -10,30      | 16,8        |                                                                            | Isolata (M94/Centaurus A)                                                                 |
|          | UGC 6817 (DDO 99)                                              | Im                     | 8,61              | 2,64–3.9          | -13,52      | 13,4        | Gruppo di M94                                                              |                                                                                           |
|          | UGC 7577 (DDO 125)                                             | Im                     | 8,94              | 2,74              | -14,32      | 12,84       | Gruppo di M94                                                              |                                                                                           |
|          | UGC 9240 (DDO 190)                                             | IAm                    | 9,10              | 2,80              | -14,19      | 13,25       | Gruppo di M94                                                              |                                                                                           |
|          | Dwingeloo 1 (LEDA 100170)                                      | SB(s)cd                | 9,13              | 2,8               | -18,78      | 19,8        | Gruppo IC 342/Maffei                                                       |                                                                                           |
|          | Maffei 2 (UGCA 39, PGC 10217, Sharpless 197)                   | SAB(rs)bc              | 9,13              | 2,8               | -20,15      | 14,77       | Gruppo IC 342/Maffei                                                       |                                                                                           |
|          | UGCA 276 (DDO 113)                                             | Im                     | 9,32              | 2,86              |             | 15,40       | Gruppo di M94                                                              |                                                                                           |
|          | NGC 4214 (UGC 7278)                                            | IAB(s)m                | 9,58              | 2,94              |             | 10,24       | Gruppo di M94                                                              | Galassia starburst                                                                        |
|          | UGCA 86 (PGC 14241)                                            | SAB(s)m                | 9,65              | 2,96              |             | 13,5        | Gruppo IC 342/Maffei                                                       |                                                                                           |
|          | NGC 4163 (UGC 7199, PGC 38881)                                 | IAm BCD                | 9,65              | 2.96              |             | 14,5        | Gruppo di M94                                                              |                                                                                           |
|          | Dwingeloo 2 (PGC 101304)                                       | Im?                    | 9,78              | 3,0               | -14,55      | 20,5        | Gruppo IC 342/Maffei                                                       |                                                                                           |
|          | KKH 11 (ZOAG G135.74-04.53, LEDA 168300)                       | dE/N                   | 9,78              | 3,0               | -13,35      | 16,2        | Gruppo IC 342/Maffei                                                       |                                                                                           |
|          | KKH 12 (LEDA 2807107)                                          | Ir                     | 9,78              | 3,0               | -13,03      | 17,8        | Gruppo IC 342/Maffei                                                       |                                                                                           |
|          | MB 3 (KK98 22)                                                 | dSph                   | 9,78              | 3,0               | -13,65      | 19,8        | Gruppo IC 342/Maffei                                                       |                                                                                           |
|          | MB 1 (KK98 21)                                                 | SAB(s)d?               | 9,78              | 3,0               | -14,81      | 20,5        | Gruppo IC 342/Maffei                                                       |                                                                                           |
|          | Maffei 1 (UGCA 34, PGC 9892, Sharpless 191)                    | S0- pec                | 9,78              | 3,0               | -18,97      | 11,4        | Gruppo IC 342/Maffei                                                       |                                                                                           |
|          | UGCA 92                                                        | Im?                    | 9,82              | 3,01              |             | 13          | Gruppo IC 342/Maffei                                                       |                                                                                           |
|          | UGC 8651 (DDO 181)                                             | Im                     | 9,82              | 3,01              |             | 14,7        | Gruppo di M94                                                              |                                                                                           |
|          | ESO 274-01                                                     |                        | 10,1              | 3,09              |             | 11,7        | Gruppo Centaurus A                                                         |                                                                                           |
|          | UGCA 292 (CVn I dwA)                                           | ImIV-V                 | 10,11             | 3,1               |             | 16,0        | Gruppo di M94                                                              |                                                                                           |
|          | NGC 3741                                                       | ImIII/BCD              | 10,21             | 3,13              |             | 14,3        | Gruppo di M94                                                              |                                                                                           |
|          | KK98 35                                                        | Irr                    | 10,31             | 3,16              | -14,30      | 17,2        | Gruppo IC 342/Maffei                                                       |                                                                                           |
|          | HIPASS J1247-77                                                | Im                     | 10,31             | 3,16              |             | 17,B        |                                                                            | Allineata con IC 3104                                                                     |
|          | NGC 2366                                                       | IB(s)m                 | 10,40             | 3,19              |             | 11,43       | Gruppo di M81                                                              |                                                                                           |
|          | UGCA 133 (DDO 44)                                              | Im                     | 10,40             | 3,19              |             | 15,54       | Gruppo di M81                                                              |                                                                                           |
|          | ESO 321-14                                                     |                        | 10,40             | 3,19              |             | 15,16       | Gruppo Centaurus A                                                         |                                                                                           |
|          | UGC 8833                                                       | Im                     | 10,41             | 3,19              |             | 16,5        | Gruppo di M94                                                              |                                                                                           |
|          | UGC 4483                                                       | BlueCG                 | 10,47             | 3,21              |             | 15,2        | Gruppo di M81                                                              |                                                                                           |
|          | NGC 404                                                        | SA(s)0-:               | 10,56             | 3,24              | -16,61      | 11,21       |                                                                            | Galassia isolata, al di là del Gruppo Locale. Detta "Fantasma di Mirach" (Mirach's Ghost) |
|          | UGCA 105                                                       | Im?                    | 10,63             | 3,26              | -16,81      | 13,9        | Gruppo IC 342/Maffei                                                       |                                                                                           |
|          | IC 342                                                         | SAB(rs)cd              | 10,70             | 3,28              | -20,69      | 9,37        | Gruppo IC 342/Maffei                                                       | Detta la "Galassia Nascosta" perché occultata dal piano galattico della Via Lattea        |
|          | Cas 1 (KK98 19)                                                | dwarf Irr              | 10,76             | 3,3               | -16,70      | 16,38       | Gruppo IC 342/Maffei                                                       |                                                                                           |
|          | NGC 2403                                                       | SAB(s)cd HII           | 10,76             | 3,30              | -19,29      | 8,93        | Gruppo di M81                                                              |                                                                                           |
|          | Camelopardalis B                                               | Irr                    | 10,80             | 3,31              | -11,85      | 16,1        | Gruppo IC 342/Maffei                                                       |                                                                                           |
|          | UGCA 015 (DDO 6)                                               | IB(s)m                 | 10,90             | 3,34              | -12,50      | 15,19       | Gruppo dello Scultore                                                      |                                                                                           |
|          | NGC 1569 (UGC 3056)                                            | IBm;Sbrst              | 10,96             | 3,36              | -18,17      | 11,86       | Gruppo IC 342/Maffei                                                       |                                                                                           |
|          | KKH 37 (Mai 16)                                                | S/Irr                  | 11,06             | 3,39              |             | 16,4        | Gruppo IC 342/Maffei                                                       |                                                                                           |
|          | Holmberg II (DDO 50, UGC 4305)                                 | Im                     | 11,06             | 3,39              |             | 11,1        | Gruppo di M81                                                              |                                                                                           |
|          | NGC 5102                                                       | SA0- HII               | 11,09             | 3,40              |             | 10,35       | Gruppo Centaurus A                                                         |                                                                                           |
|          | NGC 5237                                                       |                        | 11,09             | 3,40;             |             |             | Gruppo Centaurus A                                                         |                                                                                           |
|          | ESO 325-11                                                     |                        | 11,09             | 3,40;             |             |             | Gruppo Centaurus A                                                         |                                                                                           |
|          | ESO 540-30 (KDG 2)                                             | IABm                   | 11,10             | 3,40              | -11,39      | 16,45       | Gruppo dello Scultore                                                      |                                                                                           |
|          | F6D1 (LEDA 3097828)                                            | dSph?                  | 11,15             | 3,42              |             | 17,5        | Gruppo di M81                                                              |                                                                                           |
|          | ESO 540-32                                                     | IAB(s)m pec:           | 11,15             | 3,42              | -11,32      | 16,55       | Gruppo dello Scultore                                                      |                                                                                           |
|          | NGC 1560                                                       | SA(s)d HII             | 11,25             | 3,45              | -16,87      | 12,16       | Gruppo IC 342/Maffei                                                       |                                                                                           |
|          | ESO 383-87 (ISG 39)                                            | SB(s)dm                | 1,13              | 3,45              | -15,16      | 11,03       | Gruppo Centaurus A                                                         |                                                                                           |
|          | NGC 5206                                                       |                        | 11,3              | 3,47;             |             |             | Gruppo Centaurus A                                                         |                                                                                           |
|          | KK 179 (ESO 269-37)                                            |                        | 1,14              | 3,48              |             |             | Gruppo Centaurus A                                                         |                                                                                           |
|          | KK98 77                                                        | dwarf Sph              | 11,35             | 3,48              |             | 16,2        | Gruppo di M81                                                              |                                                                                           |
|          | DDO 71                                                         | Im                     | 11,42             | 3,50              |             | 18          | Gruppo di M81                                                              |                                                                                           |
|          | M82 (Galassia Sigaro, NGC 3034, UGC 5322, Arp 337, PGC 28655)  | I0;Sbrst HII           | 11,51             | 3,53              | -19,63      | 9,30        | Gruppo di M81                                                              |                                                                                           |
|          | ESO 269-66 (KK98 190)                                          | dE,N                   | 11,55             | 3,54              | -13,56      | 14,11       | Gruppo Centaurus A                                                         |                                                                                           |
|          | PGC 23521 (M81 Dwarf A, KDG 052)                               | I?                     | 11,58             | 3,55              | -11,49      | 16,5        | Gruppo di M81                                                              |                                                                                           |
|          | NGC 2976                                                       | SAc pec HII            | 11,61             | 3,56              | -17,1       | 10,82       | Gruppo di M81                                                              |                                                                                           |
|          | UGC 4459 (DDO 53)                                              | Im                     | 11,61             | 3,56              | -13,37      | 14,48       | Gruppo di M81                                                              |                                                                                           |
|          | NGC 4945                                                       | SB(s)cd:sp             | 11,70             | 3,59              | -20,51      | 9,3         | Gruppo Centaurus A                                                         |                                                                                           |
| Immagine | Galassia                                                       | Tipo                   | Dist. dalla Terra | Dist. dalla Terra | Magnitudine | Magnitudine | Gruppo di appartenenza                                                     | Note                                                                                      |
| Immagine | Galassia                                                       | Tipo                   | Milioni a.l.      | Megaparsec        | M           | m           | Gruppo di appartenenza                                                     | Note                                                                                      |